# BandNews TV
 (octobre 2019).
Si vous disposez d'ouvrages ou d'articles de référence ou si vous connaissez des sites web de qualité traitant du thème abordé ici, merci de compléter l'article en donnant les références utiles à sa vérifiabilité et en les liant à la section « Notes et références ».
BandNews TV est une chaîne d'information télévisée brésilienne diffusée en continu et appartenant à Grupo Bandeirantes. Il s’agit de la deuxième chaîne d’information lancée sur le marché brésilien.

## Historique
L'histoire de BandNews commence le 19 mars 2001, date de son lancement par le Grupo Bandeirantes. Le premier bulletin de nouvelles est diffusé à 11 h. La programmation de BandNews TV était basée sur l'idée (comme celle de 1982-2005 de CNN Headline News) qu'un téléspectateur pouvait capter à n'importe quelle heure du jour ou de la nuit (au lieu d'attendre les programmes d'actualités du matin ou du soir sur Record News chaînes GloboNews) et recevoir en 15 minutes seulement des informations actualisées sur les meilleurs reportages brésiliens et internationaux. Les investissements initiaux de Band pour la chaîne étaient des infrastructures, du personnel technique et des journalistes, qui leur ont coûté 6 millions de dollars. Dès le lancement, il a attiré 1 million de téléspectateurs à travers le Brésil sur DirecTV, NeoTV et des fournisseurs indépendants de télévision à péage.
La chaîne diffuse également les soirs de la semaine grâce au magazine Jornal da Band à 20 h 30, soit une heure plus tard, l'émission originale sur Band. En dehors des bulletins d’information, la chaîne organise des émissions-débats sur les affaires et la culture, ainsi que de courts documentaires pendant les pauses. BandNews est la troisième chaîne d'information brésilienne la plus regardée dans le pays après GloboNews et Record News. Il s'agit du premier réseau d'informations HD brésilien.
En 2016, comme la chaîne a été ajoutée à SlingTV, elle est désormais le seul fournisseur d'informations en langue portugaise fonctionnant 24 heures sur 24 en Amérique du Sud.
BandNews est populaire pour sa crédibilité, son dynamisme et sa couverture rapide de l'actualité. Cela a conduit au lancement du service de radio, qui a débuté à minuit le 20 mai 2005. L’idée initiale de la chaîne de télévision est également utilisée à la radio avec une roue d’information légèrement plus longue (20 minutes, avec les opinions des présentateurs et des chroniqueurs).

## Contenu
Du lancement de la chaîne jusqu'en 2006, son logo était : Band en bleu et News en italique blanc. Ils étaient tous les deux audacieux et collaient ensemble. En ondes, BandNews TV diffusait un bandeau à deux lignes (qui ne représentait pas toute la partie inférieure de l'écran), montrait le titre à l'écran en ce moment (ligne supérieure) et informations + météo (ligne inférieure). Pour que l'heure ne soit pas confuse, la chaîne a affiché le logo du Brésil juste avant l'heure et juste après le jour.
De 2006 à 2011, le logo était maintenant sur la boîte, généralement en italique. Band était maintenant sur la moitié supérieure (fond blanc) et News était maintenant sur la moitié inférieure (fond bleu). Le bandeau de nouvelles a été amélioré à trois lignes et représente toute la partie inférieure de l’écran. entreprise (ligne inférieure). La chaîne présentait également un petit symbole à deux lignes juste au-dessus de celui à trois lignes, affichant le dollar brésilien (supérieur) et les marchés boursiers du Brésil, d'Europe et d'Asie (inférieur). Sous le logo, il y avait toujours l'heure et le jour, mais ils n'étaient plus placés dans le même espace. Lorsque la chaîne a commencé à utiliser le slogan A notícia em primeiro lugar, c’était le slogan d’inscription et de signature de chaque bulletin de nouvelles.
De 2011 à 2016, rien ne change de logo, sauf le nouveau format 3D. BandNews TV conserve toujours son format de téléscripteur à trois lignes, mais avec 3 modifications : 
- La partie supérieure est maintenant en ovale (anciennement rectangle).
- Le marché boursier est dans le tiers inférieur, et il n'affiche plus que Bovespa (à gauche) et le dollar brésilien (à droite).
- Tous les mots dans la partie centrale du bandeau sont maintenant écrits en gras. Ils sont aussi plus petits.

Alors que la chaîne dévoilait son nouveau logo (arrêt sur le format 3D), il comportait un nouveau bandeau. La partie inférieure de l'écran n'est plus prise en compte, et le bandeau passe maintenant à un contenu similaire à celui à deux lignes du 2001-2006 (la ligne supérieure est plus grande que la ligne inférieure). Il n'y a plus les informations des fluctuations boursières. L'heure (fond sombre) et le jour (fond bleu) sont placés dans une petite case en haut à gauche de l'écran.
En mai 2019, la chaîne a reçu le dernier conditionnement à l'écran, qui peut être comparé à celui de SIC Notícias au Portugal.

## Les slogans
- 2001-2006 : Muito mais notícia. ( Beaucoup plus de nouvelles. )
- 2006-2014 : A notícia em primeiro lugar. ( Les nouvelles d'abord. )
- Depuis 2014 : A notícia não para, não. ( La nouvelle ne s’arrête pas, nous non plus. )